# Le Baiser (chanson d'Alain Souchon)
Pour les articles homonymes, voir Le Baiser.

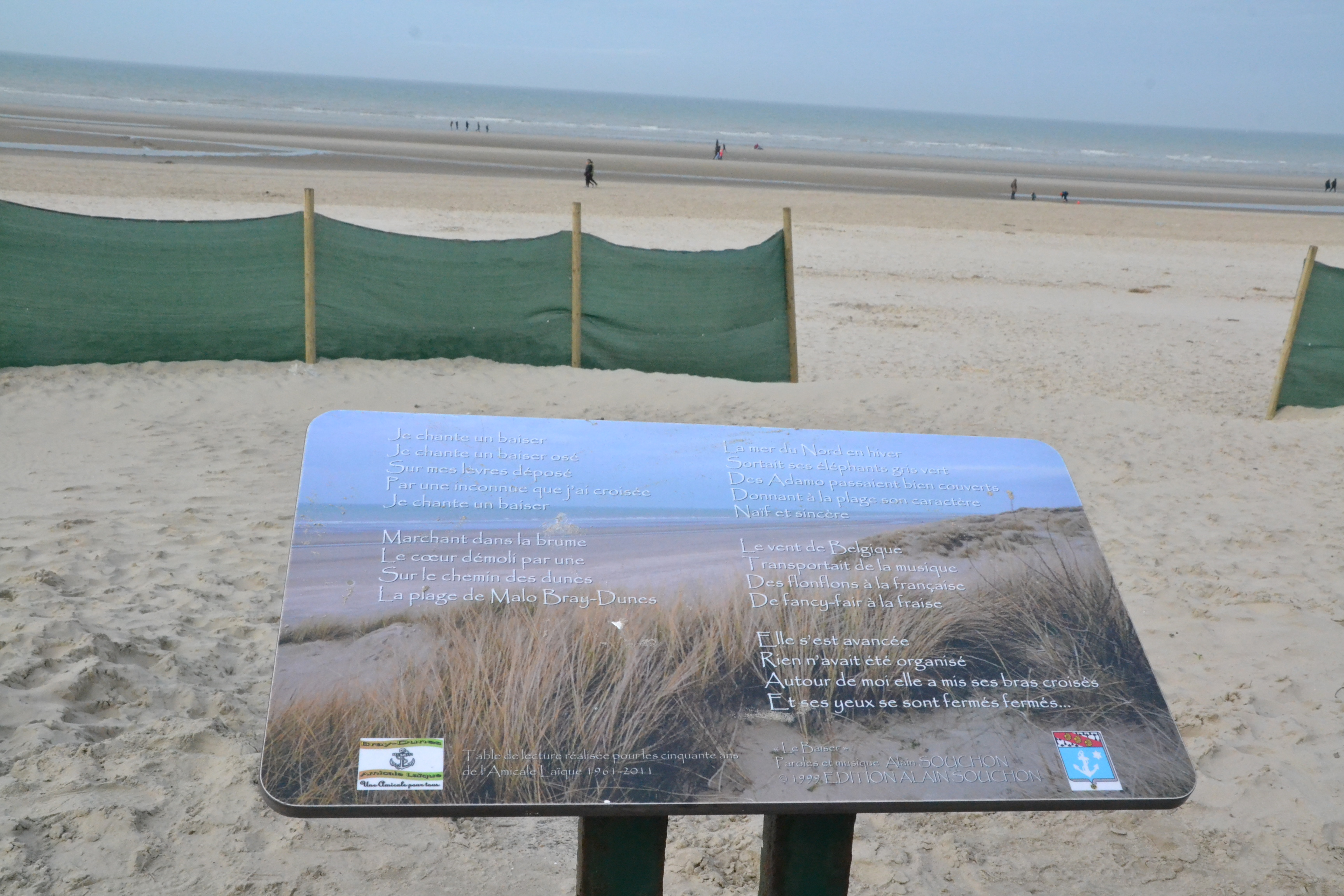
Évocation de la chanson sur la plage de Bray-Dunes.

Le Baiser est une chanson d'Alain Souchon parue en 1999 sur l'album Au ras des pâquerettes, écrite et composée par Alain Souchon. Le single est sorti en octobre 2000.

## Présentation
La chanson raconte une rencontre éphémère et un baiser échangé entre le narrateur et une inconnue rencontrée par hasard sur la plage de Malo Bray-Dunes, au bord de la mer du Nord, près de la frontière belge. 
Elle commence par son refrain : 
« Je chante un baiser 
 
Je chante un baiser osé 

Sur mes lèvres déposé 

Par une inconnue que j'ai croisée. »
Il y a plusieurs références à d'autres artistes dans la chanson : Salvatore Adamo, MC Solaar, Jacques Brel (les flonflons à la française)...

## Classement
| Classement    | Meilleure position |
| ------------- | ------------------ |
| France (SNEP) | 80                 |

## Reprise
- Vanessa Paradis a repris cette chanson en 2017 sur l'album hommage à Alain Souchon, Souchon dans l'air.